# Alan Bradley
Pour les articles homonymes, voir Bradley.
Alan Bradley, né en 1938 à Toronto, en Ontario, au Canada, est un écrivain canadien, auteur de roman policier et de littérature d'enfance et de jeunesse.

## Biographie
Né à Toronto, il passe sa jeunesse dans la petite ville de Cobourg, sur la côte nord du lac Ontario, dans comté de Northumberland. 
Il fait des études supérieures en électrotechnique de la télévision à l'Université Ryerson. Après l'obtention de ses diplômes, il travaille de nombreuses années pour la télévision canadienne à Saskatoon, écrit des chroniques dans la presse, puis occupe un poste de professeur à l'Université de la Saskatchewan, avant de prendre une retraite hâtive pour se consacrer entièrement à l'écriture. Il réside un temps sur l'île de Gozo de l'archipel maltais, puis déménage à l'île de Man.
En 2009, il publie son premier roman, Les Étranges Talents de Flavia de Luce (The Sweetness at the Bottom of the Pie), pour lequel il est lauréat de cinq prix, du prix Agatha 2009 du meilleur premier roman, du prix Arthur-Ellis 2010 du meilleur premier roman, du Barry Awards (de) 2010 du meilleur roman, du Dilys Award 2010 du meilleur roman et du prix Macavity 2010 du meilleur premier roman. Cet ouvrage pour la jeunesse inaugure une série de près de dix romans policiers historiques qui se déroulent dans l'Angleterre des années 1950 et qui ont pour héroïne Flavia de Luce, une précoce chimiste amateur de 11 ans qui se mêle d'éclaircir des énigmes criminelles.

## Œuvre

### Romans

#### SérieFlavia de Luce
- The Sweetness at the Bottom of the Pie (en) (2009) Publié en français sous le titre Les Étranges Talents de Flavia de Luce, Paris, Éditions Jean-Claude Lattès (2010)  (ISBN 978-2-7096-3089-4) ; réédition, Paris, Éditions du Masque, coll. « MSK » (2010)  (ISBN 978-2-7024-3503-8) : réédition, Paris, 10/18, coll. « Grands détectives » no 4759 (2013)  (ISBN 978-2-264-06132-4)
- The Weed That Strings the Hangman's Bag (2009) Publié en français sous le titre La mort n'est pas un jeu d'enfant, Paris, Éditions du Masque, coll. « MSK » (2011)  (ISBN 978-2-7024-3626-4) ; réédition, Paris, 10/18, coll. « Grands détectives » no 4763 (2013)  (ISBN 978-2-264-06170-6)
- A Red Herring Without Mustard (2011) Publié en français sous le titre La Mort dans une boule de cristal, Paris, Éditions du Masque, coll. « MSK » (2012)  (ISBN 978-2-7024-3696-7) ; réédition, Paris, 10/18, coll. « Grands détectives » no 4785 (2014)  (ISBN 978-2-264-06267-3)
- I Am Half Sick of Shadows (2011) Publié en français sous le titre Je suis lasse des ombres, Paris, 10/18, coll. « Grands détectives » no 4910 (2015)  (ISBN 978-2-264-06439-4)
- Speaking From Among the Bones (2013)
- The Dead in Their Vaulted Arches (2014)
- As Chimney Sweepers Come To Dust (2015)
- The Curious Case of the Copper Corpse (2014)
- Thrice the Brinded Cat Hath Mew'd (2017)
- The Grave’s a Fine and Private Place (2018)
- The Golden Tresses of the Dead (2019)
- What Time the Sexton’s Spade Doth Rust (2024)

### Autres ouvrages
- Ms. Holmes of Baker Street (1980), coécrit avec William A. S. Sarjeant
- The Shoebox Bible (2006)

## Prix et distinctions

### Prix
- Prix Agatha 2009  du meilleur premier roman pour The Sweetness At the Bottom of the Pie[1]
- Prix Arthur-Ellis 2010 du meilleur premier roman pour The Sweetness At the Bottom of the Pie[2]
- Prix Barry 2010 du meilleur roman pour The Sweetness At the Bottom of the Pie[3]
- Prix Dilys 2010 du meilleur roman pour The Sweetness At the Bottom of the Pie[4]
- Prix Macavity 2010 du meilleur premier roman pour The Sweetness At the Bottom of the Pie[5]

### Nominations
- Prix Anthony 2010 du meilleur premier roman pour The Sweetness At the Bottom of the Pie[6]